# Dom van Passau
De Dom St. Stephan in de Duitse stad Passau is een uit 1668 daterende kathedraal. Het is de hoofdkerk van het bisdom Passau.

## Geschiedenis
Voor de huidige kathedraal hebben er een aantal andere kerken op deze plek gestaan. De vroegste vermelding gaat terug tot 730.
Het huidige gebouw is een barok gebouw van circa 100 meter lang. Het werd gebouwd tussen 1668 en 1693. Het vorige gotische kerkgebouw werd door een brand in 1662 grotendeels verwoest. Alleen het oostelijke gedeelte van de huidige kerk is hiervan nog overgebleven. Het ontwerp van het kerkgebouw is van Carlo Lurago en het interieur werd ontworpen door Giovanni Battista Carlone. De fresco's zijn van de hand van Carpoforo Tencalla. Het hoogaltaar, dat de steniging van de Heilige Stephanus toont, werd in 1952 door Josef Henselmann gemaakt.

### Maten
- 102 m lang
- 33,5 m breed
- gewelf: 29 m hoog
- koepel: 69 m hoog

## Orgels
In de Dom van Passau staat een van de grootste orgels ter wereld. Van 1924 tot 1928 werd een groot orgel gebouwd door Georg Friedrich Steinmeyer uit Oettingen. Tussen 1978 en 1980 en in 1993 werd dit door Ludwig en Wolfgang Eisenbarth verbouwd en uitgebreid.
Oorspronkelijk had het orgel 208 registers maar na de uitbreiding met een Evangelie-orgel, Epistelorgel, Koor-orgel en Fernorgel heeft het een totaal van 233 registers, 17.794 orgelpijpen en vier klokkenspelen. De grootste orgelpijp is circa 11 meter hoog, de kleinste 6 mm. Alle orgels kunnen vanaf één speeltafel worden bespeeld. Er worden elk jaar vanaf 2 mei dagelijks concerten op gegeven.
In de 16de eeuw waren er al meerdere orgels, die in de brand van 1662 zijn verwoest.

## Klokken
De kathedraal heeft acht grote luidklokken verdeeld over de noord- en de zuidtoren. De "Pummerin" (1952, 7500 kg) en de "Sturmerin" (1733, 5300 kg) hangen in de zuidtoren. De andere zes klokken hangen in de noordtoren. Dit zijn de "Misericordia" (6000 kg), Angelusklok, "Predigerin", "Elfuhrglocken", Koorklok en de "Dignitar". Een negende klok, de "Zeichenglocke" hangt bij de deur van de sacristie.